# 瑪姬·普林特
瑪姬·普林特 （生於1979/1980 年） 是一位泰國女權主義者、少數民族及 LGBT 權益的運動家。

## 早期生活
普林特在伊桑長大，屬於少數民族， 由貧窮的單親母親撫養長大。 這些因素導致她的校園生活遭受霸凌。 從 9 歲起，她開始在周末打工来支持自己和母親。 
普林特因獲得獎學金而就讀大學。 畢業後，她参加了法政大学一年制的研究生課程。 

## 行動主義
普林特是 Sangsan Anakot Yaowachon的執行董事，該組織主要为泰國與缅甸邊境村落的邊緣化社區青年提供支持。 她於 2007 年創立了組織。並在成立十周年為 1,000 名兒童提供了獎學金，2010年代末期因為缺乏資金支援而終止。
普林特是國際家庭平等日 (IFED) 董事會成員 ，也是ILGA 亚洲前董事會成員。 她是亞太婦女、法律和發展論壇(APWLD)的地區理事會成員。 
普林特支持放寬合法堕胎區間至懷孕 20 週，而泰國法律的墮胎標準為懷孕 12 週。  
2020 年和 2021 年，普林特批評泰國政府没有向少數民族提供經濟援助，導致少數民族因新冠疫情受到更嚴重的影響。 

## 表彰
2023年，普林特被英國廣播公司(BBC)評為「100位女性」之一。 

## 個人生活
普林特是一名女同志。 她的伴侶也在 Sangsan Anakot Yaowachon 工作。 普林特收養了親生姪女做為養女，養女生於2000年初期，生父為普林特的弟弟。  在他與妻子分居後，他們的女兒由祖母撫養，直到 9 歲時由普林特收養。 然而，由於普林特的家族反對她尋找女性做為伴侣，因此普林特無法合法收養她的女兒，直到女兒成年為止。  
普林特和她的家人住在清邁山甘烹縣。  2016 年，一名鄰居曾多次在住家附近縱火，普林特認為這是由恐同情緒引起的；儘管已向警方報案，但並未採取任何行動。 